# Solaris Trollino 12
Solaris Trollino 12 е нископодов тролейбус, произвеждан от полската фирма Solaris Bus & Coach на базата на автобуса Solaris Urbino 12.

## Характеристика
Дизайнът на Solaris Trollino 12 се основава на решенията, използвани в превозните средства на семейството Урбино, която е високо ценена от пътници и транспортни оператори. Рамата на превозното средство е от корозиноустойчива стомана с много издръжлива структура, гарантираща изключителна здравина и по-дълъг експлоатационен живот на този тролейбус. Тролейбусите Solaris Trollino са оборудвани с модерни, динамични и надеждни тягови двигатели, достигащи до 250 kW.
Допълнителното оборудване на Solaris Trollino може да включва дизелов генератор, който позволява на тролейбуса да работи на къси разстояния без външно захранване.
Според изискванията на клиента тролейбусите могат да бъдат оборудвани с климатик, информационна системи за пътниците и LED осветление, а броят на местата за сядане се определя от клиента. Предлагат се и тролейбуси с електрооборудване на Škoda. Тролейбусът Škoda Solaris 26Tr е на базата на Solaris Trollino 12.

## Модификации
Моделът Solaris Trollino 12 се предлага в следните модификации:
- Solaris Trollino 12T
- Solaris Trollino 12DC
- Solaris Trollino 12AC
- Solaris Trollino 12М
- Solaris Trollino 12S
- Ganz-Solaris Trollino 12B и D – унгарска модификация; тролейбуси от тази модификация се експлоатират в Будапеща и Дебрецен

## Разпространение
| Държава    | Град           | Количество | Забележка                                                                                  |
| ---------- | -------------- | ---------- | ------------------------------------------------------------------------------------------ |
| България   | Стара Загора   | 14         | Без дизелов двигател Solaris Trollino 12 S                                                 |
| България   | Плевен         | 13         | Без дизелов двигател Solaris Trollino 12 S. Вместо него разполагат с акумулаторни батерии. |
| Чехия      | Хомутов, Ирков | 5          |                                                                                            |
| Чехия      | Опава          | 16         | 6 от тях изгарят напълно при пожар в депото                                                |
| Чехия      | Острава        | 14         | Още 3 доставени втора употреба от Ла Шо дьо Фон                                            |
| Естония    | Талин          | 32         |                                                                                            |
| Румъния    | Бая Маре       | 12         |                                                                                            |
| Литва      | Каунас         | 42         |                                                                                            |
| Полша      | Гдиня          | 55         |                                                                                            |
| Полша      | Люблин         | 54         |                                                                                            |
| Полша      | Тихи           | 21         |                                                                                            |
| Португалия | Коимбра        | 1          |                                                                                            |
| Швейцария  | Ла Шо дьо Фон  | 3          | Продадени на Острава                                                                       |
| Швеция     | Ландскруна     | 5          |                                                                                            |
| Унгария    | Будапеща       | 16         |                                                                                            |
| Унгария    | Дебрецен       | 21         |                                                                                            |
| Италия     | Каляри         | 18         |                                                                                            |
| Италия     | Неапол         | 10         |                                                                                            |
| Италия     | Санремо        | 2          |                                                                                            |
| Общо       |                | 354        |                                                                                            |

## Галерия
- Solaris Trollino 12T първо поколение
- Solaris Trollino 12T първо поколение в Острава
- Solaris Trollino 12 в Теплице
- Solaris Trollino 12 в Каунас
- Solaris Trollino 12 в Коимбра
- Solaris Trollino 12 Ganz в Будапеща
- Solaris Trollino 12 Ganz в Дебрецен
- Solaris Trollino 12 S в Каляри